# Scott Appleby
Scott Aplleby (ur. 1956) – amerykański historyk.

## życiorys
W 1978 ukończył studia licencjackie (Bachelor of Arts), a w 1979 magisterskie na University of Notre Dame. Tytuł doktora uzyskał w 1985 na University of Chicago. Następnie wykładał kolejno na Saint Xavier College w Chicago (1985-87), University of Chicago i University of Notre Dame.

## Książki
- "Church and Age Unite!": The Modernist Impulse in American Catholicism  (1992)
- The Ambivalence of the Sacred: Religion, Violence, and Reconciliation (2000)